# Flitwick Castle

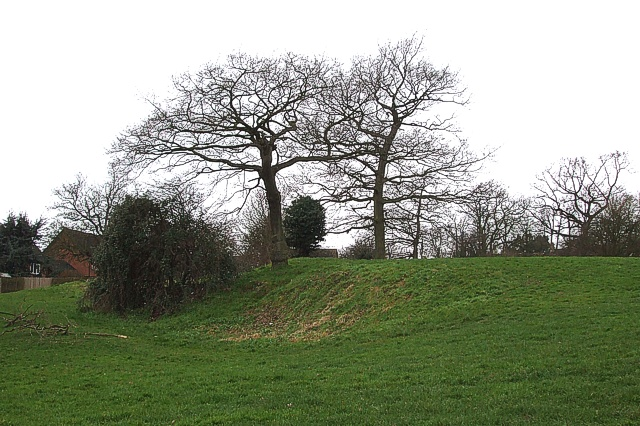
Erdwerke von Flitwick Castle 2007

Flitwick Castle ist eine Burgruine in der Stadt Flitwick in der englischen Grafschaft Bedfordshire.
Die kleine, hölzerne Motte aus dem 11. Jahrhundert war von einem Burggraben umgeben. Die Burg wurde 1086 im Domesday Book als Eigentum von William Lovet, einem Normannen, erwähnt. Lovet hatte Alwin, den angelsächsischen Vorbesitzer von Flitwick, noch vor der normannischen Eroberung Englands verjagt.
Die bis heute erhaltenen Erdwerke der Burg liegen heute in einem öffentlichen Park namens Temple Field oder Mount Hill. Die Gräben wurden verfüllt und der Mound ist heute etwa 7 Meter hoch. Temple Field wurde nach der nahegelegenen Kirche St Peter & St Paul benannt. Das Gelände ist heute ein Scheduled Monument.

## Quelle und Weblink
- Mount Hill. Pastscape. Historic England. English Heritage.

Koordinaten: 51° 59′ 51,1″ N, 0° 30′ 17,6″ W